# Penisneid
Der Begriff Penisneid wurde von Sigmund Freud geprägt. Die Annahme, dass Frauen das männliche Geschlecht unbewusst um dessen Penis beneiden, gilt als sowohl berühmte wie auch allgemein umstrittene These der klassischen Psychoanalyse. 

## Bedeutung
Freud deutete seine These vom Penisneid erstmals 1908 in dem Aufsatz Über infantile Sexualtheorien an; später nahm er sie ausführlich in die zweite Auflage der Drei Abhandlungen über die Sexualtheorie sowie in einige weitere Aufsätze auf. Die These geht nach Freuds eigener Aussage auf Schilderungen und Träume seiner Patientinnen zurück.
Laut Freud entsteht der Penisneid als Phantasie des kleinen Mädchens, dem im Laufe seiner Kindheitsentwicklung der anatomische Geschlechtsunterschied zwischen Mann und Frau bewusst wird. Nach Freuds Triebtheorie geschieht dies mit der phallischen Phase etwa um das dritte bis fünfte Lebensjahr herum. Das Mädchen erkenne, dass es – anders als der Vater, mit dem es sich identifiziert – keinen Penis besitzt, und entwickle die unbewusste Phantasie, es sei kastriert worden. Als Abwehr dieser Phantasie, die mit dem Gefühl der Wut auf die Mutter und der Minderwertigkeit einhergehe, entwickle das Mädchen den Neid auf den Penis des Mannes. Dieser Neid könne sich in verschiedenen Formen äußern:
- als Wunsch nach einem Kind als Penisersatz und damit zusammenhängend als Wunsch, den Vater inzestuös zu besitzen,
- allgemeiner als Wunsch, den Penis des Mannes beim Geschlechtsverkehr zu besitzen, womit nach Freud auch die stärkere Eifersucht der Frau zusammenhängt,
- als Verleugnung der eigenen Penislosigkeit in Form einer Übernahme männlich konnotierter Verhaltensweisen und Rollenmuster.

Mit dem Penisneid einher gehe die ödipale Konstellation einer Ablehnung der (ebenfalls als kastriert-minderwertig phantasierten) Mutter bei gleichzeitigem Begehren des Vaters. Der Penisneid sei das Äquivalent zur männlichen Kastrationsangst und beruhe letztlich auf derselben Phantasie – mit dem entscheidenden Unterschied, dass sich das Mädchen als bereits kastriert erlebe, während sich der Junge von der Kastration lediglich bedroht fühle. Für die Aufgabe der Mutter als das erste Liebesobjekt und die Hinwendung zum Vater als Liebesobjekt in der ödipalen Phase ist somit aus freudianischer Sicht der Penisneid ein notwendiger Entwicklungsschritt am Ende der phallischen Phase. Die Psychoanalytikerin Karen Horney beschreibt in Ergänzung zu den Ausführungen von Freud den Penisneid als einen bewussten Neid des Mädchens auf den gleichaltrigen Jungen, der z. B. während des Urinierens seine exhibitionistischen und onanistischen Triebtendenzen besser als das Mädchen ausleben könne.
Die bekannte Psychoanalytikerin Edith Jacobson hält das Fortbestehen der unbewussten Phantasien bei Frauen, ihr Genitale sei ein kastriertes Organ als ein Beleg dafür, in welchem Ausmaß der Einfluss emotionaler Erlebensse in der Infantilen Sexualität lebenslang auf die körperliche Selbstwahrnehmung wirken kann. Die Psychoanalytiker aus der Zeit der klassischen Psychoanalyse, Eduard Hitschmann und Edmund Bergler, halten den unbewussten Penisneid sogar für eine zentrale Ursache der, von ihnen so bezeichneten, vaginalen Orgasmusunfähigkeit. Diese Sichtweise wird in der modernen Psychoanalyse allerdings kaum noch geteilt und widerspricht auch der modernen sexualmedizinischen Auffassung von den Ursachen von Frigidität.

## Rezeption
Freud wurde für die Annahme des weiblichen Penisneids stark angegriffen. Vor allem von feministischer Seite wurde kritisiert, Freud habe versucht, mit seiner Penisneidthese die angebliche Minderwertigkeit der Frau quasi wissenschaftlich zu untermauern und damit zu reproduzieren.  Die Annahme des Penisneids sei Teil eines „phallozentrischen“ bzw. „phallogozentrischen“ Denkens (Luce Irigaray nach einer Formulierung von Jacques Derrida), nach dem Männlichkeit als Normalfall und Weiblichkeit lediglich als dessen Mangel und Defizit erscheine. Der Begriff des Penisneids könne deshalb – so die Kritik – als Ausdruck von Freuds eigenem patriarchalem Denken angesehen werden.
Das Konzept des Penisneids wurde auch dahingehend kritisiert, dass die Gründe für den Penisneid nicht auf anatomischen Unterschieden basieren, sondern im Neid auf soziale Ungleichheit begründet liegen können. Stavros Mentzos (1930–2015) schrieb 1994, analog zum Penisneid sei bei vielen Männern ein klinisch nachweisbarer Gebärneid vorhanden; dieser finde in der Literatur aber bemerkenswerterweise wenig Erwähnung. Die Ärztin und Psychoanalytikerin Karen Horney (1885–1952) erkannte einen weiblichen Penisneid prinzipiell an; sie stellte ihm in den 1920er Jahren eine Theorie des männlichen Gebär(mutter)neids (ein Neid auf Schwangerschaft, Geburt und Mutterschaft) gegenüber. Sie schrieb, es sei in einer männlich geprägten Gesellschaft leichter, einen männlichen Gebärneid zu verdrängen als einen weiblichen Penisneid. Die Psychoanalytikerin Lilli Gast kritisiert im Zusammenhang mit der – aus ihrer Sicht ebenfalls berechtigten – Kritik am Penisneidkonzept, die Entsexualisierung des psychoanalytischen Diskurses nach 1945.
Feministische Vertreterinnen der Psychoanalyse erweiterten die Idee des Penisneid um eine um einen gesellschaftlichen und damit auch veränderlichen Kontext und schufen damit den Begriff Phallusneid.